# Білкохвіст перистий
Білкохвіст перистий (Sciurohypnum plumosum) — вид мохів порядку гіпнобрієвих (Hypnales).

## Поширення
Ареал охоплює такі частини світу: Європа, Африка, Північна Америка, Південна Америка, Азія, Австралія, Нова Зеландія.
Населяє скелі вздовж струмків, тимчасово занурені вологі затінені скелі та оголення, вологий ґрунт, кору основ дерев; на висотах від 0 до 3100 метрів.

## Характеристика
Рослини від невеликого до середнього розміру, у щільних або нещільних пучках, темно-зелені, коричневі чи червонувато-золотисті, іноді з червонуватими чи плямами на деяких листках. Стебла до 5 см, повзучі, прямі або злегка вигнуті, неправильно перисті, гілки до 6 мм, від прямих до вигнутих. Стеблові листки яйцювато-ланцетні-яйцеподібні, увігнуті, не складчасті, 1.4–2 × 0.4–1 мм; краї рівні або загнуті, зубчасті; верхівка коротко-загострена. Вид автоіктичний. Коробочкові ніжки вишнево-червоні, 1.2–2(2.4) см. Коробочка слабо чи помірно нахилена, червонувата, яйцеподібна, злегка загнута дорсально, 1.3–2 мм. Спори 13–19 мкм.